# André Scala
André Scala (1950) è un filosofo francese. Co-sceneggiatore del film Les Derniers Jours d'Emmanuel Kant (Gli ultimi giorni di Emmanuel Kant) di Philippe Colin (1992) e coautore, con Jackie Berroyer, della programmazione televisiva Pas si vite!, i suoi lavori sono incentrati in modo particolare su Pieter de Hooch, Spinoza o Berkeley.

## Pubblicazioni
- (FR)  Prefazione, traduzioni e commenti di Spinoza, Traité de la Réforme de l'Entendement, Parigi, Presses pocket, « Agora », 1990. ISBN 2-266-03765-X
- (FR)  « Outre la philosophie... outre la République », in La République et l'école, testi scelti da Charles Coutel, coll. « Agora », Presses Pocket, 1991.
- (FR)  Pieter de Hooch, Parigi, Séguier, 1991. ISBN 2-87736-185-3
- (FR)  con Michel Field, Petits dialogues entre amis, Parigi, Albin Michel; Arte éditions, 1997. ISBN 2-226-09413-X
- (FR)  Spinoza, Parigi, Les Belles Lettres, « Figures du savoir », 1998. ISBN 2-251-76008-3
- (FR)  con Jackie Berroyer, Pas si vite !, Parigi, Canal+ éditions, 2000. ISBN 2-226-11121-2
- (FR)  Berkeley, Parigi, Les Belles Lettres, « Figures du savoir », 2007. ISBN 978-2-251-76057-5
- (FR) Silences de Federer, Parigi, éditions de la différence, 2011. ISBN 978-2-7291-1931-7
- I Silenzi di Federer, Milano, O barra O edizioni, Traduzione di Alessandro Giarda, 2012. ISBN 978-88-97332-37-4

## Sceneggiature
- Pas si vite !, realizzazione: Alexis Bouriquet; presentazione: Michel Field; autore André Scala, 1996.
- Les derniers jours d'Emmanuel Kant, realizzazione: Philippe Collin; scene e dialoghi di Thomas de Quincey adattatti da André Scala, 1998; DVD, 2007.